# Ievguenia Medvedeva (patinage artistique)
Pour les articles homonymes, voir Ievguenia Medvedeva et Medvedeva.
Ievguenia Armanovna Medvedeva (Russe : Евгения Армановна Медведева) est une patineuse artistique russe d'origine arménienne, née le 19 novembre 1999 à Moscou. Elle est double championne du monde, d'Europe et de Russie (2016, 2017), double championne de la Finale du Grand Prix ISU (2015, 2016) et vice-championne olympique (2018). Elle détient actuellement le record du monde dans la catégorie féminine pour le programme libre et le total combiné. Elle a aussi détenu le record pour le programme court. Elle a amélioré plusieurs fois ses records pour les porter à 81,61 points pour le programme court lors des jeux olympiques de 2018, à 160,46 points pour le programme libre et 241,31 points pour le total combiné lors des championnats du monde par équipes 2017 à Tokyo. Elle met un terme à sa carrière en compétition en 2021.

## Biographie
Ievguenia Medvedeva est née et a grandi à Moscou, en Russie. Sa mère, une ancienne patineuse, et son père Arman Babasyan, d'origine arménienne, sont divorcés. Elle admire énormément Evgeni Plushenko. Ievguenia se considère elle-même comme une grande fan des cultures populaires asiatiques, particulièrement japonaise et coréenne. Elle entretient des relations amicales avec Kaori Sakamoto, Wakaba Higuchi, Yuzuru Hanyu, Patrick Chan et Jason Brown.

### Premières années
Ayant commencé le patinage à l'âge de trois ans, Medvedeva avait comme coach Elena Proskurina, Lubov Yakovleva, et Elena Selivanova. Dans les environs de l'année 2008, celle-ci rejoint Eteri Tutberidze.
Elle fait son début chez les juniors au Championnat russe de l'année 2012, où elle se place huitième. Elle participe également au Championnat russe junior de la même année, où elle finit à la sixième place. Juste avant le commencement de la saison 2012/2013, elle se blesse et ne se qualifie donc pas au Championnat russe senior 2013. Cependant, elle participe tout de même à la version junior de celui-ci, et finit quatrième derrière Maria Sotskova.

### Saison 2013-2014: Débuts juniors internationaux
Medvedeva fait ses débuts junior internationaux en entamant la saison des Grand Prix. Elle gagne la médaille d'or en Lettonie et en Pologne, ce qui lui octroie ainsi une place à la Finale du Grand Prix Junior, se déroulant alors à Fukuoka au Japon. Lors de la Finale, elle est troisième à l'issue du programme court, avec 58,75 points. Lors du libre, elle se place cependant cinquième, avec 104.93, juste devant Angela Wang. Malgré tout, avec un score de 163.68, elle obtient finalement la troisième place, derrière ses compatriotes Maria Sotskova et Serafima Sakhanovich.
Au Championnat russe senior, elle finit septième, tandis qu'au Championnat russe junior elle se place quatrième, au pied du podium, derrière Adelina Sotnikova, Yulia Lipnitskaya et Elena Radionova. En raison d'une blessure de Maria Sotskova, Ievguenia est envoyée au Championnat du monde junior 2014. Elle se place troisième à la fois dans le court et dans le libre et obtient la médaille de bronze, derrière deux de ses compatriotes russes. De ce fait, c'est la deuxième année consécutive que le podium chez les filles dans la catégorie junior est entièrement russe lors de ces mondiaux.

### Saison 2014-2015: Championne du monde junior
Medvedeva est assignée en ce début de saison à deux Grand Prix junior, qui sont respectivement à Courchevel, en France, et à Ostrava, en République Tchèque. En France, elle gagne la médaille d'or plus de 20 points devant la médaillée d'argent Rin Nitaya. Lors de son second Grand Prix, elle se place seconde à la fois tant le court que dans le libre, lui octroyant ainsi l'argent derrière la japonaise Wakaba Higuchi. Ses résultats lui permettent donc de se qualifier une nouvelle fois pour la Finale du Grand Prix, se tenant à Barcelone, en Espagne. À la finale, lors du programme court, elle obtient l'élogieux score de 67,09 points, créant ainsi un nouveau record du monde chez les filles junior pour un programme court. Elle se place également première dans le programme libre et obtient donc la médaille d'or.
Au Championnat russe senior, elle se place troisième dans le court et dans le libre, lui permettant ainsi d'obtenir le bronze et symbolisant sa première médaille senior nationale. Au Championnat russe junior, elle se place première, 20 points devant Maria Sotskova. Elle s'impose ainsi comme une des favorites pour les mondiaux juniors.
Aux mondiaux, elle obtient le score de 68,48 points, ce qui est un nouveau record du monde. Elle se place première dans le libre, et gagne la médaille d'or. Elle devient donc championne du monde junior.

### Saison 2015-2016: Titre européen et mondial
Étant devenue éligible pour participer aux compétitions senior internationales, elle commence cette première saison en tant que senior avec le Ondrej Nepala Trophy, une compétition "challenger" se tenant en Slovaquie, au début octobre 2015. Elle obtient l'or avec 183,94 points, devant ses compatriotes Anna Pogorilaya et Maria Artemieva. Plus tard dans le mois, elle entame les Grand Prix senior avec premièrement le Skate America. Elle se place première lors du court, mais seconde lors du libre. Néanmoins, elle obtient tout de même la médaille d'or devant l'américaine Gracie Gold.
Son second Grand Prix est la Coupe de Russie, où elle se place troisième à l'issue du programme court. Elle remonte sur le libre, en étant deuxième mais obtient finalement la deuxième place derrière Elena Radionova. Malgré tout, elle se qualifie aisément à la Finale du Grand Prix, se tenant, comme la saison passée, à Barcelone en Espagne. En décembre, à la Finale, elle se place première dans le court et dans le libre, établissant également ses meilleurs scores, qui sont respectivement 74.54 pour le programme court et 147.96 pour le libre. Avec un total de 222,54 points, elle gagne la médaille d'or devant Satoko Miyahara et Elena Radionova, médaillées d'argent et de bronze.
À la fin du mois de décembre, elle participe au Championnat de Russie, où elle obtient les meilleurs scores nationaux jamais eu en Russie, avec 79,44 points pour le court et 155.44 pour le libre, faisant donc un total de 238.44. Elle part ainsi comme la favorite pour les championnats d'Europe. Au championnat d'Europe, se tenant à Bratislava, elle finit première à la fois dans le libre et dans le court, malgré une chute lors du programme libre sur le double axel. Elle obtient la médaille d'or devant Elena Radionova et Anna Pogorilaya. Par la même occasion, c'est alors la deuxième fois consécutive que le podium chez les femmes senior est entièrement russe.
Au Championnat du monde, Medvedeva se place troisième après le programme court. Elle réussit tous ses blocs de sauts, mais n'enchaîne pas directement la combinaison après son triple flip en raison d'une réception hasardeuse. Cependant, elle se reprend dans le libre, en établissant un nouveau record du monde pour le programme libre, autrefois détenu par la championne olympique 2010 sud-coréenne Kim Yuna, avec 150,10 points. Elle gagne alors la médaille d'or et devient championne du monde à seulement 16 ans. De ce fait, elle devient par la même occasion la seule patineuse ayant gagné les championnats du monde junior une année puis les championnats du monde senior l'année suivante.
Après ce titre mondial, Ievguenia Medvedeva fut invitée à participer à la Team Challenge Cup à Spokane, aux États-Unis. Elle se place première dans le court et dans le libre et établit un nouveau record du monde pour le score total, mais non reconnu, en faisant donc un record du monde non officiel.

### Saison 2016-2017
Medvedeva entame les Grand Prix avec le Skate Canada. Elle se place première dans le court et dans le libre et obtient l'or. Au Trophée de France, elle établit le score de 78,52 points pour le court, étant alors le second plus gros score pour un programme court de l'histoire du patinage féminin. Elle n'est donc plus qu'à 0,14 point du record du monde de Mao Asada. Malgré une chute lors du programme libre, elle arrive première devant Maria Sotskova et Wakaba Higuchi et se qualifie aisément pour la finale du Grand Prix à Marseille, en France. Elle part alors comme une des favorites.
À la finale du Grand Prix, elle gagne les deux segments de la compétition. De plus, dans le court, elle obtient la note de 79,21, brisant ainsi le record du monde de Mao Asada pour un programme court. Elle termine finalement devant Satoko Miyahara et Anna Pogorilaya, respectivement médaillées d'argent et de bronze. Plus tard dans le mois, Ievguenia a défendu son titre lors du Championnat de Russie, réalisant également dans le programme long une combinaison (non réussie en compétition jusque-là) triple-triple-triple (triple salchow- triple boucle piquée- triple boucle piquée). Même si le dernier triple boucle piquée a été invalidé, elle se place cependant en première place à la fois dans le court et dans le libre.
En janvier 2017, celle-ci participe aux Championnats d'Europe 2017, où elle défend également son titre européen. Elle se place première dans le court avec 78,92 points. Dans le libre, elle obtient 150.79, résultant ainsi en un nouveau record du monde, à la fois pour le programme long mais aussi pour le total combiné (229,71) autrefois détenu par Kim Yuna.
À la fin de mars 2017, elle participe aux Championnats du Monde 2017 à Helsinki, en Finlande, en tant que championne du monde en titre et part ainsi comme l'une des favorites. Elle se place première lors du programme court, avec 79,01 points, devant les Canadiennes Kaetlyn Osmond et Gabrielle Daleman. Lors du programme court, elle se place également première, en obtenant l'élogieux score de 154,40 points, résultant ainsi en un meilleur score personnel et un nouveau record du monde pour le programme libre, mais également pour le total combiné étant de 233,41 points. Elle devient ainsi la première patineuse de l'histoire à franchir la barre des 230 points et gagne à nouveau les Championnats du Monde. Elle est la seule patineuse à avoir reçu des "10,00" sur les composantes et est ainsi devenue la seule patineuse de l'histoire en 16 ans, depuis Michelle Kwan à avoir gagné deux fois les Championnats du Monde de manière consécutive.
En avril 2017, au World Team Trophy, Medvedeva améliore une fois de plus ses propres records, avec 80,85 points au programme court et 160.46 au programme libre, et un total de 241.31. Elle devient donc la première patineuse de l'histoire à dépasser les 80 points pour un programme court, les 160 points pour un programme libre et les 240 points pour le total combiné.

### Saison 2017-2018
Medvedeva est assignée au NHK Trophy et à la Rostelecom Cup pour démarrer la saison. Elle gagne les deux compétitions. Pendant le NHK Trophy, elle se classe première du court avec 79,99 points, puis première du libre avec 144,40 points. Elle gagne donc la compétition avec un total de 224,39 points. Malheureusement, à cause d'une fracture de fatigue au pied, elle ne peut participer à la finale du Grand Prix ni aux Nationaux russes. Elle revient plus tard, aux Championnats d'Europe. Elle se classe seconde du court, avec 78,57 points, devançant de justesse l'Italienne Carolina Kostner. Elle est également seconde du libre, avec 154,29 points. Elle est donc médaillée d'argent avec un total de 232,86 points aux Championnats d'Europe de patinage artistique 2018 à Moscou.
Elle fixe un nouveau record du monde de 81,06 points (et record olympique) pour le programme court lors de l'épreuve par équipes de patinage artistique aux Jeux olympiques de 2018, qu'elle surpasse pendant l'épreuve individuelle avec 81,61 points, juste avant de se faire détrôner par Alina Zagitova et ses 82,92 points. Elle obtient la médaille d'argent à l'épreuve individuelle à ces Jeux, derrière Zagitova.
Elle ne participe pas aux Mondiaux de Milan, à cause de sa fracture au pied droit, qui nécessite plusieurs mois de repos, sous peine de subir une opération.
Pour la prochaine saison, elle décide de se séparer d'Eteri Tutberidze et rejoint Brian Orser. Elle prévoit donc de déménager à Toronto, au Canada. Néanmoins, elle défendra toujours les couleurs de la Russie et ne changera pas de nationalité.

### Saison 2018-2019
Ievguenia commence la saison avec l'Autumn Classic, au Canada. Première du programme court avec 70,98 points et deuxième du libre à cause d'un appel de carre sur son premier saut, un triple lutz, et d'un triple boucle en sous-rotation, avec 133,91 points, elle obtient un total de 203,89 points. Elle se classe deuxième de l'évènement, derrière l'Américaine Bradie Tennell. C'est sa première médaille d'argent depuis son entrée sur le circuit senior (sa deuxième place à la Rostelecom Cup en 2015). Pour la série des Grand Prix, Ievguenia Medvedeva est assignée à Skate Canada et aux Internationaux de France (Trophée Eric Bompard). À Skate Canada, pendant le programme court, elle fait une erreur (appel de carre) sur son premier saut, un triple Lutz, puis tombe sur un triple flip (qui avait néanmoins toutes ses rotations), ce qui l'empêche de faire sa combinaison. Elle obtient 60,83 points, soit le deuxième pire score de sa carrière pour un programme court (en comptant ses années junior). Elle se classe septième du court. Lors du programme libre, elle se reprend et se classe première avec 137,08 points. Avec un total de 197,91 points, elle obtient la médaille de bronze, derrière sa compatriote Elizaveta Tuktamysheva et la Japonaise Mako Yamashita. Evgenia Medvedeva n'avait plus eu de médaille de bronze depuis sa première année en junior (en circuit international), ni depuis sa troisième place aux Nationaux russes lors de sa seconde année junior. Elle participe donc ensuite aux Internationaux de France, où elle se classe troisième à la suite du programme court avec un score de 67,55 points puis cinquième sur le programme libre avec un score de 125,26 points. Elle finit donc quatrième avec 192,81 points soit l'un des scores les plus bas de toute sa carrière. À la suite de cela, elle décide de changer totalement son programme court. Elle participe au championnat de Russie mais à cause d'une chute lors du programme court, elle finit septième. De ce fait, la brillante russe ne participe donc pas aux championnats d'Europe, ce qui est une première dans sa carrière senior. Néanmoins, après un championnat d'Europe totalement raté pour sa compatriote Stanislava Konstantinova, Medvedeva a une deuxième chance pour pouvoir participer aux mondiaux. Elle participe donc à la Russian Cup où elle se place première du court, devant Tuktamisheva (et son triple Axel), puis malgré une chute durant le programme libre, elle remporte la compétition, ce qui lui offre son billet pour le Championnat du monde. Aux championnats du monde, elle se classe quatrième lors du programme court avec 74,23 points puis troisième lors du programme libre avec 149,57 points. Elle finit troisième des mondiaux avec un score de 223,80 points juste derrière Alina Zagitava et Elizabet Tursynbaeva et devance de justesse la japonaise Kihira (et ses triples Axels). Elle décide de ne pas participer au World Team Trophy, se disant satisfaite de sa troisième place mais espérant revenir en force lors de la saison suivante.

### Saison 2019-2020
Medvedeva commence sa saison par une médaille d'argent durant l'Autumn Classic International, durant lequel elle se place deuxième du programme court avec 75,14 points, et également deuxième du programme long (142,29 points) derrière la japonaise Rika Kihira. Medvedeva participe ensuite au Shanghai Trophy où elle se place première du programme court (72,16 points) et deuxième du programme long (119,61 points) finissant première, c'est la première fois qu'elle gagne une compétition internationale depuis NHK Trophy en 2017. Elle participe ensuite à deux Grands Prix : Skate Canada et Rostelecom Cup. A Skate Canada, elle se place 6e au programme court avec 62,89 points et 3e au programme libre (146,73 points) en se plaçant 5e de la compétition. À la Rostelecom Cup, Ievguenia réalise un score de 76,93 points (1ere) lors du programme court et de 148,83 points (2e). Elle finit deuxième de la compétition et réalise son meilleur score de la saison et son meilleur score sous le nouveau système de points (depuis septembre 2018) . Elle n'est donc pas qualifiée pour le Grand Prix Final.
Elle participe ensuite aux Nationaux Russes et se classe 5e au programme court (71,08). Elle patine cependant avec un patin cassé (lors de l'entrainement précédant la compétition). Elle annonce le jour suivant qu'elle se retire de la compétition et ne participe donc pas au programme libre. Elle ne se qualifie donc pas pour le reste de la saison.
Ievguenia Medvedeva annonce début mars son nouveau programme court, Masquerade de Aram Hachaturyan chorégraphié par Jeffrey Buttle et son nouveau programme libre, Alegria du Cirque du Soleil chorégraphié par Shae-Lynn Bourne.

### Saison 2021–2022
En décembre 2021, elle annonce qu'elle met un terme à sa carrière de patineuse artistique en compétition, notamment en raison d'une blessure chronique au dos

## Programmes
|           | Programme court | Programme libre | Gala |
| --------- | --- | --- | --- |
| 2021-2022 | N'a pas participé à des compétitions | N'a pas participé à des compétitions | |

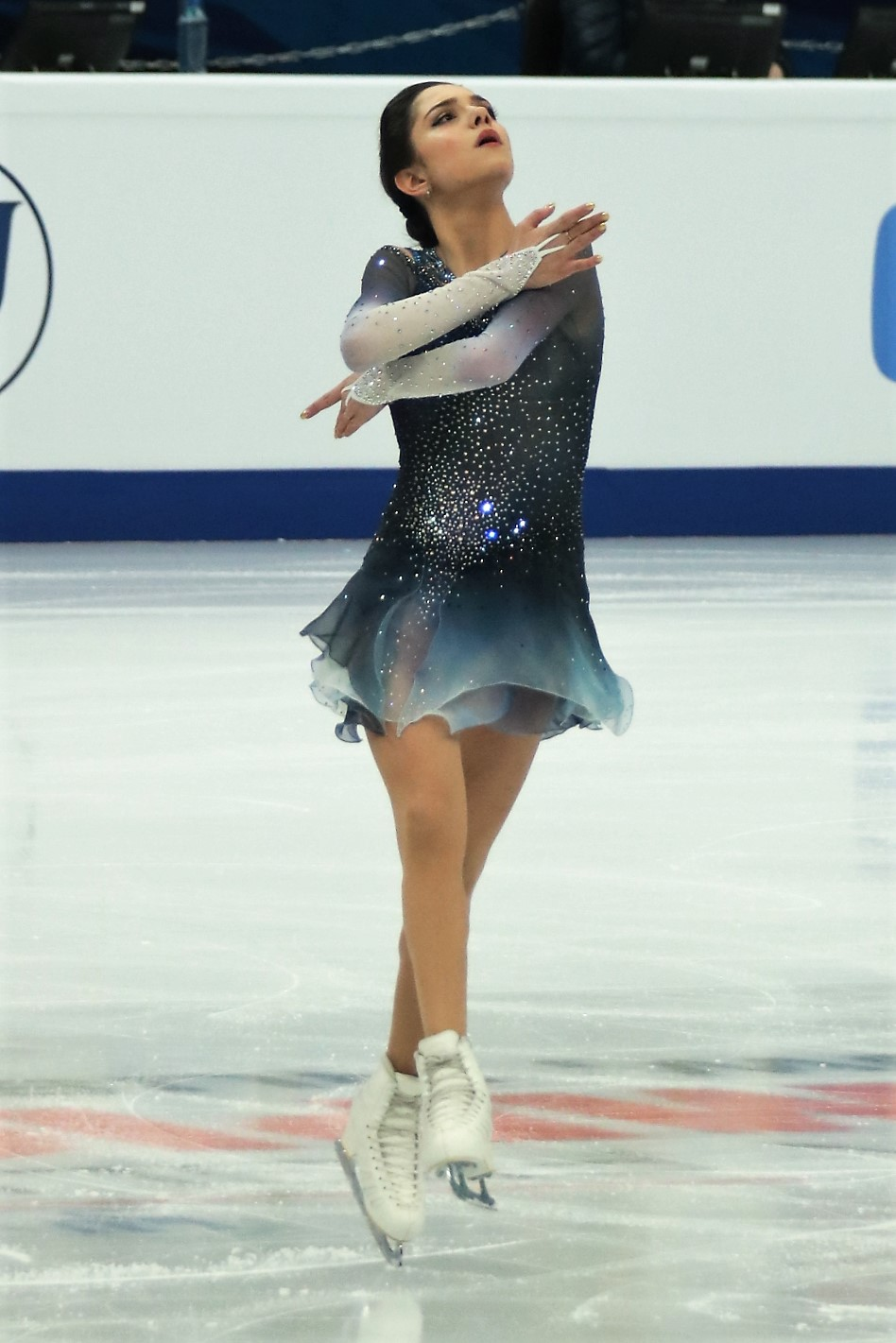
Medvedeva aux Championnats d'Europe 2018

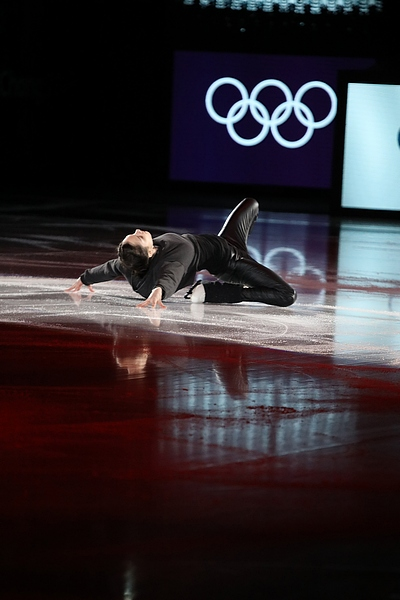
Medvedeva au concert de gala des Jeux Olympiques de 2018

| 2020-2021 | - Valse de la suite "Mascarade" Aram Khatchatourian chorégraphe Jeffrey Buttle                                                                                    | - «Vai Vedrai» - «Alegria» - «Jeux d’enfants» (musique du spectacle "Alegria" du Cirque du Soleil) chorégraphe She-Lynn Bourne | |
| 2019–2020 | - Exogenesis: Symphony Partie 3 (Redemption) par Muse choreo. par Ilia Averboukh et Jeffrey Buttle                                                                | - The Chairman's Waltz - Going to School - Sayuri's Theme - Becoming a Geisha (de 'Mémoires d'une geïsha') par John Williams choreo. par Shae-Lynn Bourne | - «Idontwannabeyouanymore» Billie Eilish chorégraphe Joey Russell |
| 2018–2019 | - E lucevan le stelle (de Tosca par Giacomo Puccini) choreo. par Misha Ge - Orange Colored Sky interprété par Natalie Cole choreo. par David Wilson, Sandra Bezic | - Mumuki - Regreso al amor (de Sur) - Libertango de Astor Piazzolla interprété par Yo-Yo Ma choreo. par David Wilson | - Faith de May J. - Million Roses de Raimonds Pauls interprété par Alla Pugacheva choreo. par Shae-Lynn Bourne - 7 Rings par Ariana Grande choreo. par Misha Ge - Experience de Ludovico Einaudi choreo. par Evgenia Medvedeva - Beautiful Mess de Kristian Kostov choreo. par Evgenia Medvedeva - The Windmills of Your Mind de Michel Legrand                                                                       |
| 2017–2018 | - Nocturne in C-sharp minor, Op. posth. interprété par Joshua Bell choreo. par Ilia Averboukh                                                                     | - Overture - Dance With me - I Understood Something - Too Late (de Anna Karenina) par Dario Marianelli choreo. par Daniil Gleichengauz, Ilia Averboukh - January Stars de George Winston - Divenire de Ludovico Einaudi - The Departure (Lullaby) (de The Leftovers) par Max Richter - Dona Nobis Pacem 2 (de The Leftovers) par Max Richter | - Experience de Ludovico Einaudi choreo. de Evgenia Medvedeva - Beautiful de Linda Perry interprété par Christina Aguilera - Cuckoo(de Battle for Sevastopol) de Viktor Tsoi interprété par Polina Gagarina choreo. par Eteri Tutberidze - Méditation (Thaïs) interprété par Vladimir Spivakov, Sergei Bezrodny - Overture - Dance With Me - I Understood Something - Too Late(de Anna Karenina) par Dario Marianelli |
| 2016–2017 | - River Flows in You de Yiruma - The Winter de Balmorhea choreo. par Ilia Averboukh                                                                               | - Extremely Loud and Incredibly Close (de Extremely Loud and Incredibly Close) par Alexandre Desplat - Piano Lesson with Grandma (de Extremely Loud and Incredibly Close) par Alexandre Desplat - Flying by Dan Cullen choreo. by Daniil Gleichengauz and Ilia Averboukh                                                                     | - Méditation (Thaïs) interprété par Vladimir Spivakov, Sergei Bezrodny - Mamarl de Patax choreo. par David Wilson - Parole parole par Dalida et Alain Delon - Moi je joue de Brigitte Bardot choreo. par Daniil Gleichengauz - Vogue par Madonna choreo. par Daniil Gleichengauz - Moonlight Densetsude l'anime Sailor Moon choreo. par Daniil Gleichengauz                                                           |
| 2015–2016 | - Melodies of the White Night de Isaac Schwartz choreo. par Alexandre Jouline                                                                                     | - Dance For Me Wallis (de W.E.) par Abel Korzeniowski - Allegro de René Aubry - Charms (de W.E.) par Abel Korzeniowski choreo. par Ilia Averboukh et Igor Strelkin | - You Raise Me Up de Celtic Woman - Ostanus de Gorod 312 - Tore My Heart de Oona Garthwaite - Rama Lama (Bang Bang) de Róisín Murphy - Stayin' Alive des Bee Gees |
| 2014–2015 | - Les parapluies de Cherbourg de Michel Legrand choreo. par Alexander Zhulin                                                                                      | - Ein Sommernachtstraum de Hans Günter Wagener - Tango Tschak de Hugues Le Bars choreo. par Eteri Tutberidze | - Stayin' Alive des Bee Gees - Non, je ne regrette rien de Édith Piaf |
| 2013–2014 | - Ballet Russe de Frank Mills choreo. par Eteri Tutberidze | - Nocturne (de La califfa) par Ennio Morricone - Never Gonna Miss You de Various Artists choreo. par Eteri Tutberidze | - Russian Gypsy Music |
| 2012–2013 | - James Bond Theme choreo. par Eteri Tutberidze | - Na Katere de Eugen Doga - Gramofon de Eugen Doga choreo. par Eteri Tutberidze | |
| 2011–2012 | - Rich Man's Frug de Cy Coleman choreo. par Eteri Tutberidze | - Na Katere de Eugen Doga - Gramofon de Eugen Doga choreo. par Eteri Tutberidze | |
| 2010–2011 | - Medley de Charlie Chaplin choreo. par Eteri Tutberidze | - Tsyganochka (russe : Цыганочка) - Ekh raz, eshche raz (russe : Эх раз, ещё раз) choreo. par Eteri Tutberidze | |
| 2009–2010 | - Für Elise de Ludwig van Beethoven choreo. par Eteri Tutberidze                                                                                                  | - Memory (de Cats) de Andrew Lloyd Webber choreo. par Eteri Tutberidze | |

## Palmarès
| Compétition                                                                                         | 2012    | 2013    | 2014    | 2015    | 2016    | 2017    | 2018    | 2019    | 2020    | 2021    |  |  |  |  |
| Jeux olympiques d'hiver                                                                             |         |         |         |         |         |         | 2e      |         |         |         |  |  |  |  |
| Championnats du monde                                                                               |         |         |         |         | 1re     | 1re     | F       | 3e      | CA      |         |  |  |  |  |
| Championnats d’Europe                                                                               |         |         |         |         | 1re     | 1re     | 2e      |         |         | CA      |  |  |  |  |
| Championnats de Russie                                                                              | 8e      |         | 7e      | 3e      | 1re     | 1re     | F       | 7e      | A       | F       |  |  |  |  |
| Championnats du monde juniors                                                                       |         |         | 3e      | 1re     |         |         |         |         |         | CA      |  |  |  |  |
| |         |         |         |         |         |         |         |         |         |         |  |  |  |  |
| Grand Prix ISU                                                                                      | 2011/12 | 2012/13 | 2013/14 | 2014/15 | 2015/16 | 2016/17 | 2017/18 | 2018/19 | 2019/20 | 2020/21 |  |  |  |  |
| Finale du Grand Prix                                                                                |         |         |         |         | 1re     | 1re     | F       |         |         | CA      |  |  |  |  |
| Skate America                                                                                       |         |         |         |         | 1re     |         |         |         |         |         |  |  |  |  |
| Skate Canada                                                                                        |         |         |         |         |         | 1re     |         | 3e      | 5e      | CA      |  |  |  |  |
| Trophée de France                                                                                   |         |         |         |         |         | 1re     |         | 4e      |         | CA      |  |  |  |  |
| Coupe de Russie                                                                                     |         |         |         |         | 2e      |         | 1re     |         | 2e      | F       |  |  |  |  |
| Trophée NHK                                                                                         |         |         |         |         |         |         | 1re     |         |         |         |  |  |  |  |
| Légende : F = Forfait ; A = Abandon ; CA = Compétitions annulées à cause de la pandémie de Covid-19 |         |         |         |         |         |         |         |         |         |         |  |  |  |  |